# Final da Liga dos Campeões da UEFA de 1993–94
A final da UEFA Champions League  de 1993–94, foi uma partida de futebol entre o Milan e o Barcelona, jogado em 18 de Maio de 1994, no Estádio Olímpico de Atenas em Atenas, Grécia.
O Barcelona era o favorito para conquistar a sua segunda Liga dos Campeões da Europa em três anos, já que tinha ganho as últimas quatro edições do Campeonato Espanhol, a La Liga. O adversário da noite, o Milan, tinha grandes preocupações para esta partida: o lendário atacante Marco van Basten ainda permanecia lesionado há cerca de um ano, justamente numa final de Liga dos Campeões, em 26 de maio de 1993; outra perca importante foi a do jovem jogador Gianluigi Lentini — que custava cerca de £13 milhões de euros à época; Franco Baresi fora suspenso e não pôde jogar o jogo final, assim como Alessandro Costacurta. Além das lesões, o Milan de Fabio Capello perdeu outros três jogadores importantes devido ao limite de estrangeiros imposto pela UEFA (e, também, à Federação Italiana de Futebol) à época: Jean Pierre-Papin, vencedor da Bola de Ouro em 1991, o romeno Florin Răducioiu e o dinamarquês Brian Laudrup. Do lado do Barcelona, o holandês Johan Cruyff, que coordenou a vitoriosa campanha de 1992, decidiu deixar Michael Laudrup — irmão de Brian, contra quem jogaria naquela noite — no banco de reservas, por opção técnica. Fábio Capello sentiu-se aliviado: "Michael Laudrup era o cara que mais me preocupava [para a final], mas Cruyff preferiu deixá-lo de fora, o que acho que tenha sido um erro". No final da temporada, Laudrup deixaria o Barcelona para juntar-se ao arquirrival merengue, o Real Madrid.
O Milan jogou em uniforme, calções e meias brancas, também utilizados em finais anteriores da Liga dos Campeões, enquanto o Barcelona jogou em uniforme tradicional: listras verticais em azul e grená, calções azuis e meias vermelhas. Os rossoneri chegaram ao primeiro tento antes dos trinta minutos do primeiro tempo, quando Dejan Savicevic atacou pela ponta direita graças à uma falha da defesa do Barcelona e cruzou para Daniele Massaro, que tocou a bola para o gol vazio. Massaro também faria o segundo gol do Milan aos quarenta e sete minutos do primeiro tempo, com assistência de Roberto Donadoni após uma infiltração pela ponta esquerda.
Aos dois minutos do segundo tempo, Savicevic aproveitou uma falha de Miguel Ángel Nadal para encobrir o goleiro Zubizarreta, marcando assim o terceiro gol. Oito minutos depois, Desailly se aproveita da má formação da linha de impedimento da defesa do Barcelona e chuta no ângulo esquerdo do gol defendido pelos espanhóis, marcando o quarto e último tento da final. Muitos especialistas têm descrito a atuação da equipe italiana como 'a atuação mais soberana de um time na história das finais da Liga dos Campeões da Europa'. Com o título europeu, Desailly tornou-se o primeiro jogador a se sagrar campeão europeu por duas equipes diferentes, e o primeiro a ganhar consecutivamente por dois clubes, uma vez que o francês esteve presente entre os titulares da final de maio de 1993, quando o Olympique de Marselha sagrou-se campeão europeu contra o Milan, campeão da final de maio de 1994.

## Caminho para a final
| Equipe        | J | V | E | D | GF | GA | GD | Pts |
| ------------- | - | - | - | - | -- | -- | -- | --- |
| Milan         | 6 | 2 | 4 | 0 | 6  | 2  | +4 | 8   |
| Porto         | 6 | 3 | 1 | 2 | 10 | 6  | +4 | 7   |
| Werder Bremen | 6 | 2 | 1 | 3 | 11 | 15 | −4 | 5   |
| Anderlecht    | 6 | 1 | 2 | 3 | 5  | 9  | −4 | 4   |

| Equipe            | J | V | E | D | GF | GA | GD  | Pts |
| ----------------- | - | - | - | - | -- | -- | --- | --- |
| Barcelona         | 6 | 4 | 2 | 0 | 13 | 3  | +10 | 10  |
| Monaco            | 6 | 3 | 1 | 2 | 9  | 4  | +5  | 7   |
| Spartak de Moscou | 6 | 1 | 3 | 2 | 6  | 12 | −6  | 5   |
| Galatasaray       | 6 | 0 | 2 | 4 | 1  | 10 | −9  | 2   |

## Detalhes da partida
| 18 de maio de 1994 | Milan                                             | 4–0                         | Barcelona | Estádio Olímpico de Atenas, Atenas               |
| 21:15 (CET)        | Massaro 22', 45+2' · Savićević 47' · Desailly 58' | Relatório Centro da Partida |           | Público: 70,000 Árbitro: Philip Don (Inglaterra) |

| Milan | Barcelona |

| G              | 1  | Sebastiano Rossi   |     |
| LD             | 2  | Mauro Tassotti (c) | 35' |
| Z              | 5  | Filippo Galli      |     |
| Z              | 6  | Paolo Maldini      | 83' |
| LE             | 3  | Christian Panucci  | 88' |
| M              | 9  | Zvonimir Boban     |     |
| M              | 4  | Demetrio Albertini | 53' |
| M              | 8  | Marcel Desailly    |     |
| M              | 7  | Roberto Donadoni   |     |
| A              | 10 | Dejan Savićević    |     |
| A              | 11 | Daniele Massaro    | 45' |
| Substituições: |    |                    |     |
| G              | 12 | Mario Ielpo        |     |
| LE             | 13 | Stefano Nava       | 83' |
| Z              | 14 | Angelo Carbone     |     |
| Z              | 15 | Gianluigi Lentini  |     |
| A              | 16 | Marco Simone       |     |
| Treinador:     |    |                    |     |
| Fabio Capello  |    |                    |     |

| G              | 1  | Andoni Zubizarreta    |     |     |
| LD             | 2  | Albert Ferrer         | 58' |     |
| Z              | 4  | Ronald Koeman         |     |     |
| Z              | 5  | Miguel Ángel Nadal    | 54' |     |
| LE             | 7  | Sergi                 | 55' | 71' |
| M              | 3  | Pep Guardiola         |     |     |
| M              | 6  | José Mari Bakero (c)  | 48' |     |
| M              | 9  | Guillermo Amor        |     |     |
| A              | 8  | Hristo Stoichkov      | 24' |     |
| Z              | 11 | Txiki Begiristain     | 51' |     |
| A              | 10 | Romário               |     |     |
| Substituições: |    |                       |     |     |
| G              | 13 | Carles Busquets       |     |     |
| A              | 12 | Juan Carlos           |     |     |
| A              | 14 | Eusebio               | 51' |     |
| Z              | 15 | Ion Andoni Goikoetxea |     |     |
| Z              | 16 | Quique Estebaranz     | 71' |     |
| Treinador:     |    |                       |     |     |
| Johan Cruyff   |    |                       |     |     |

| Árbitros assistentes: Rob Harris (Inglaterra) Roy Pearson (Inglaterra) Quarto árbitro: Martin Bodenham (Inglaterra) |